# Rozkosze gościnności
Rozkosze gościnności (Our Hospitality) – film niemy z Busterem Keatonem jako reżyserem i aktorem.

## Obsada
- Buster Keaton
- Natalie Talmadge
- Joe Roberts
- Ralph Bushman